# Кастр (округ)
Кастр (фр. Castres) — округ (фр. Arrondissement) во Франции, один из округов в регионе Юг-Пиренеи. Департамент округа — Тарн. Супрефектура — Кастр.
Население округа на 2006 год составляло 187 455 человек. Плотность населения составляет 62 чел./км². Площадь округа составляет всего 3026 км².
В состав округа входят 23 кантона:
- Англес
- Брассак
- Вабр
- Вьельмюр-сюр-Агу
- Гроле
- Дурнь
- Кастр-Нор
- Кастр-Сюд
- Кастр-Уэст
- Кастр-Эст
- Кюк-Тульза
- Лабрюгьер
- Лавор
- Лакон
- Лотрек
- Мазаме-Нор-Эст
- Мазаме-Сюд-Уэст
- Монредон-Лабесонье
- Мюрат-сюр-Вебр
- Пюилоран
- Роккурб
- Сен-Поль-Кап-де-Жу
- Сент-Аман-Су